# Anthony Holborne
Anthony Holborne (circa 1545 - Londen, 29 november 1602) was een Engels componist van luit-, cister- en consortmuziek.
In 1562 begon Holborne een opleiding in de rechten aan de Universiteit van Cambridge. In 1565 werd hij toegelaten tot de Inner Temple: een van de Inns of Courts die dienstdeden als gilden voor procureurs en waarvan lidmaatschap voor juristen verplicht was.
In 1597 werden in Londen de eerste composities van Holborne gepubliceerd, in the Cittarn Schoole. Dit werk met 58 composities wordt als een belangrijke bron voor de cister beschouwd. In 1599 publiceerde hij een verzameling van consortmuziek: 65 pavanes, gaillardes en allemandes voor strijk- en blaasensembles. Dit is de enige bekende verzameling met dansmuziek van Holborne. Op de titelbladen van beide bundels liet hij schrijven dat hij in dienst stond van koningin Elizabeth I van Engeland. Op welke manier hij haar ten dienste was vermeldt de historie echter niet. Zijn naam komt niet voor in de archieven van de Chapel Royal.
Aangenomen wordt dat Holborne in zijn tijd bekendstond als een musicus van aanzien. Dit blijkt uit de opdracht die John Dowland in 1600 meegaf aan I saw my Lady Weepe (het eerste lied in Dowlands Second Booke of Songes or Ayres). Hij droeg dit lied op to the most famous, Anthony Holborne, daarmee aangevend dat Holborne een gerespecteerd musicus was. Uit een aantal van Dowlands werken blijkt dat Dowland zich ook inhoudelijk door Holborne liet inspireren.
In november 1602 zou Holborne zijn gestorven aan de gevolgen van een verkoudheid.
- Bibsys: 3022807
- Biblioteca Nacional de España: XX1752496
- Bibliothèque nationale de France: cb13895272f (data)
- Catàleg d'autoritats de noms i títols de Catalunya: 981058522871406706
- Gemeinsame Normdatei: 124509800
- International Standard Name Identifier: 0000 0000 7975 602X
- Library of Congress Control Number: n80125190
- Nationale Bibliotheek van Letland: 000041564
- MusicBrainz: 33603b16-aec8-4507-b41f-a575343e4f18
- Nationale Bibliotheek van Tsjechië: xx0000849
- Nationale Bibliotheek van Israël: 987007277285705171
- Nederlandse Thesaurus van Auteursnamen: 06752138X
- Istituto Centrale per il Catalogo Unico: DDSV019696
- LIBRIS: 269646
- SNAC: w6f19czq
- Système universitaire de documentation: 154723266
- Virtual International Authority File: 54332700
- WorldCat: E39PBJyCywv9xRt9YM6X4j7yh3